# Mark Smeaton
Mark Smeaton (ou Smeton), né vers 1512 et mort le 17 mai 1536, est un musicien à la cour d'Henri VIII d'Angleterre, dans la maison de la reine Anne Boleyn. Smeaton – avec le frère de la reine George Boleyn, le vicomte Rochford, Henry Norris, Francis Weston et William Brereton – est exécuté pour trahison et adultère avec la reine Anne.

## Biographie
La date de naissance exacte de Mark Smeaton est inconnue, mais il aurait environ 23 ans lors de son exécution en 1536. Bien que l'on connaisse peu de détails de sa vie, il semblerait qu'il soit le fils d'un charpentier et d'une couturière. Son nom de famille serait d'origine flamande ou française, car « Smeaton » pourrait être une dérivation de de Smet ou de de Smedt.
Connu pour ses talents de chanteur, Smeaton est musicien et danseur à la cour d'Henri VIII. Il est plus tard affecté à la maison de la reine Anne. Outre ses talents de chanteur, il joue également du luth, de la viole, du virginal et de l'orgue. Smeaton rejoint  initialement la chorale du cardinal Wolsey. Après la chute de ce dernier, Smeaton passe du service du cardinal à la chapelle royale d'Henri VIII, où ses talents musicaux sont remarqués par la reine Anne. Établi comme musicien de cour, il fut nommé valet  de la Chambre Privée en 1532.
D'un rang social modeste, il n'a jamais fait partie du cercle intime des compagnons de la reine, qui comprenait ses dames d'honneur et ses courtisans préférés. Anne elle-même le réprimande un jour, estimant qu'il ne devait pas espérer qu'elle s'adresse à lui de la même manière qu'à un aristocrate, puisqu'il était selon ses dires "une personne inférieure". Un poème du courtisan Sir Thomas Wyatt l'Ancien fait référence à son apparente ascension sociale.
Son air malheureux attire l'attention de la reine Anne un jour dans sa chambre à Winchester, lorsqu'elle l'envoie chercher pour jouer du virginal. Comme Anne le déclare plus tard : « Le samedi précédant le 1er mai… je l'ai trouvé debout à la fenêtre ronde de ma chambre. Je lui ai demandé pourquoi il était si triste, et il m'a répondu que cela n'avait aucune importance. » La réponse de Smeaton est évasive. Anne répond : « Vous ne pouvez pas vous attendre à ce que je vous parle comme je le ferais avec un noble, car vous êtes une personne inférieure. » Pleinement conscient de la véracité de ces propos Smeaton répond d'un ton misérable : « Non, non, Madame. Un regard suffit, portez-vous bien. » Par malheur, cette conversation avec la reine est rapidement rapportée à Thomas Cromwell, l'un des conseillers du roi, qui cherche des preuves de la trahison et de l'adultère d'Anne. Il est généralement admis qu'Anne a été accusée d'adultère pour libérer son mari, Henri VIII, afin qu'il puisse épouser Jane Seymour, une demoiselle d'honneur d'Anne Boleyn, ce qu'il fait moins de deux semaines après l'exécution d'Anne. Sur ordre de Cromwell, Smeaton est arrêté le 30 avril 1536. Cromwell emmène Smeaton dans sa maison de Stepney et, selon la Chronique espagnole, le torture avec une corde nouée autour des yeux. Les historiens ne s'accordent toutefois pas à ce sujet, et l'historienne Alison Weir critique même la fiabilité de cette source. On ne pense pas qu'Anne remarque sa disparition, ni qu'elle est informée de son arrestation.
À 18 heures le 1er mai, Smeaton est envoyé à la Tour de Londres. Avant son arrestation, Smeaton est connu pour son train de vie dispendieux, ce qui paraît suspect puisque Smeaton ne reçoit qu'une pension de 100 £ par an. En rapportant le fait, et son étonnement, à Cromwell, Sir Thomas Percy implique ainsi que Smeaton a reçu de l'argent de la Reine en échange de ses « services » sexuels. Alors qu'il est à la Tour, Smeaton avoue ses relations adultères avec la Reine. Ses aveux ne correspondent cependant pas aux faits : Smeaton déclare qu'il a couché avec la Anne le 13 mai 1535 à Greenwich. Cependant, les sources montrent qu'elle n'était pas à Greenwich à cette date mais à Richmond. Il semble que, sous la pression, Smeaton accuse d'autres membres du cercle de la reine d'avoir eu avec elle des relations charnelles, et tous sont arrêtés par la suite. Il s'agit de Sir Francis Weston, Henry Norris, William Brereton et le propre frère d'Anne, George Boleyn, vicomte Rochford. Tous, sauf Smeaton, clament leur innocence, mais aucun d'entre eux n'est soumis à la torture comme on peut le supposer en ce qui concerne le musicien. De toutes les personnes arrêtées, c'est le nom de Smeaton qui provoque le plus grand scandale, car ceux qui sont au courant des raisons de son arrestation sont choqués que la reine puisse avoir une liaison avec une personne d'un rang aussi bas.
Une version légèrement différente des événements qui concernent les aveux de Smeaton est racontée par l'écrivaine historique et poètesse anglaise du XIXe siècle, Agnes Strickland. Celle-ci soutient que Smeaton a été incité à signer la déposition incriminante par la subtilité de Sir William Fitzwilliam, 1er comte de Southampton. Alors que Fitzwilliam essaye de faire en sorte que Smeaton se sente suffisamment déshonoré pour avouer, il remarque la terreur de Smeaton et dit : « Signe, Mark, et tu verras ce qui en résultera. » Que Smeaton ait été torturé ou qu'il ait subi des pressions psychologiques, Strickland conclut qu'il mourut de manière à ne pas pouvoir raconter ce qui s'était réellement passé.

## Procès et exécution
Les preuves contre Mark Smeaton reposent sur ses dépenses et sur la conversation rapportée. Son procès a lieu à Westminster Hall, mais il est généralement admis qu'il n'y avait aucun doute quant à son issue. Après avoir été reconnu coupable, Smeaton est condamné à mort le 15 mai 1536, tout comme ses quatre co-accusés. La reine Anne est condamnée deux jours plus tard. L'une des dames d'honneur d'Anne, probablement Elizabeth Browne, comtesse de Worcester, a affirmé que la reine « autorisait certains membres de sa cour à entrer dans sa chambre à des heures indues ». Lorsqu'elle apprend que Smeaton est désormais enchaîné, la reine Anne répond que cela n'a rien de surprenant : « c'est une personne de naissance modeste et les autres sont tous des gentilhommes ». Lorsqu'elle apprend que Smeaton n'a pas retiré ses « aveux » en termes totalement explicites, la reine entre dans une grande colère.
Alors qu'on le conduit à son exécution, Smeaton recule en titubant de l'échafaud ensanglanté, car en tant que roturier il ne lui est permis de mourir qu'en dernier. Se ressaisissant, il dit avec désespoir : « Maîtres, je vous prie tous de prier pour moi, car j'ai mérité la mort ». Smeaton a droit à la mort d'un gentilhomme, par décapitation, plutôt que l'traitement brutal habituellement réservé aux traîtres ; il semble que ce soit la récompense de sa coopération dans la chute d'Anne Boleyn. Alison Weir évoque la possibilité que sa dernière prière soit une manière de s'assurer qu'on ne change pas le sort qui lui ait réservé, ou un regret quant à son rôle dans cette affaire, et ses mensonges qui ont conduit à la condamnation d'une femme innocente. Après sa mort, apprenant que ses dernières paroles l'ont encore une fois incriminée, Anne pleure pour l'âme immortelle de Smeaton qu'elle estime souillée par ce mensonge.
Le corps de Smeaton est enterré dans la même tombe que William Brereton, l'un de ses co-accusés. Des années après la mort de Smeaton, la reine Marie est convaincue que sa sœur, Elizabeth, qu'elle considère comme une rivale pour son trône, est illégitime car elle est en réalité le produit de la prétendue liaison d'Anne Boleyn avec Mark Smeaton.  Marie a répété à plusieurs reprises qu'elle pensait qu'Élisabeth a le « visage et la physionomie » de Smeaton. Cependant, la ressemblance d'Elizabeth avec Henry est si évidente que Marie ne parvient guère à convaincre qui que ce soit, et l'accusation selon laquelle Smeaton était le père d'Elizabeth meurt avec Marie Tudor.

Un poème sur les cinq hommes exécutés écrit par Sir Thomas Wyatt l'Ancien, contient la strophe suivante dédiée à Mark Smeaton :
 Ah! Mark, what moan should I for thee make more,

 Since that thy death thou hast deserved best,

 Save only that mine eye is forced sore

 With piteous plaint to moan thee with the rest?

 A time thou hadst above thy poor degree,

 The fall whereof thy friends may well bemoan:

 A rotten twig upon so high a tree

 Hath slipped thy hold, and thou art dead and gone.

Ah ! Mark, quel gémissement devrais-je faire pour toi

Puisque tu es celui qui le plus mérité ta mort,

Si ce n'est que mon œil est forcé

D'une plainte pitoyable à gémir pour toi comme pour les autres ?

Un temps tu t'es élevé au-dessus de ta pauvre condition,

D'où la chute peut bien être regrettée par tes amis :

Une branche pourrie aussi haut sur un arbre

A échappé à ta prise, et tu es mort et parti.

## Dans les médias populaires
Smeaton est interprété par Gary Bond en 1969 dans le film historique Anne des mille jours. Dans ce film, Smeaton est représenté torturé par les hommes de main de Cromwell. En 1971, Michael Osborne interprète Smeaton dans le deuxième épisode des Six Femmes d'Henri VIII . Une scène montre la corde nouée enroulée autour de ses yeux.
Dans la version cinématographique de 1972 de la mini-série de la BBC, Henry VIII et ses six épouses, Smeaton est interprété par Damien Thomas et est représenté participant à un masque de cour avec Anne Boleyn qui se moque de la chute du cardinal Wolsey. La torture de Smeaton est montrée dans le film d'une manière plus explicite que dans la mini-série.
Le personnage de Mark Smeaton est apparu dans la deuxième saison de The Tudors de Showtime en 2008, où il est interprété par David Alpay. Dans la série, Mark Smeaton entretient une relation amoureuse avec le frère d'Anne, George Boleyn. L'homosexualité de Mark Smeaton semble être basé sur les théories de l'historienne Retha Warnicke, qui affirme en 1989 que Smeaton et George Boleyn étaient amants.
Smeaton apparaît dans les romans Wolf Hall et Bring Up the Bodies d'Hilary Mantel, et dans l'adaptation de la mini-série télévisée Wolf Hall, dans laquelle il est interprété par Max Fowler. Racontée du point de vue de Cromwell, l'histoire montre Smeaton intimidé et manipulé pour obtenir des aveux. Cromwell refuse d'ailleurs de le torturer. Lui et les quatre autres accusés d'adultère avec la reine Anne sont exécutés comme point culminant d'une vendetta minutieuse contre eux par Cromwell, en vengeance pour leur production d'une pièce de théâtre moqueuse de la chute du cardinal Wolsey peu après sa mort, qui a également été décrite dans Henry VIII et ses six épouses de 1972 et dans The Tudors en 2008. Cromwell était en effet un ancien serviteur de Wolsey, et le roman le montre fidèle à la mémoire du cardinal.
Dans les pièces de la Royal Shakespeare Company adaptées par Michael Poulton à partir des livres d'Hilary Mantel, également appelées « Wolf Hall » et « Bring Up The Bodies » (bien que cette dernière ait été changée en « Wolf Hall Part 2 » lorsque les pièces ont été transférées d'Angleterre à New York), Mark Smeaton est joué par l'acteur Joey Batey, depuis connu pour son rôle du barde Jaskier dans la série The Witcher. C'est d'ailleurs à cette occasion qu'il rencontre l'artiste Madeleine Hyland avec laquelle il fonde le groupe de musique The Amazing Devil.
Smeaton apparaît dans l'opéra Anna Bolena de Gaetano Donizetti, dans lequel le personnage est un rôle travesti attribué à un contralto.
Jack Benny interprète Smeaton dans une séquence fantastique prolongée de l'émission télévisée The Jack Benny Program (S:7 E:6) intitulée « Jack enfermé dans la Tour de Londres » diffusée à l'origine le 2 décembre 1956.
Chris Clynes joue Smeaton dans le documentaire dramatique de la BBC The Six Queens of Henry VIII (S:1 E:2) intitulé « Anne Boleyn » diffusé à l'origine en 2016.
Smeaton est joué par Nitai Levi dans l'adaptation scénique de Michael Poulton en 2024 du roman de Philippa Gregory The Other Boleyn Girl, réalisé par Lucy Bailey pour le Chichester Festival Theatre.